# Centinela (Los Lagos)

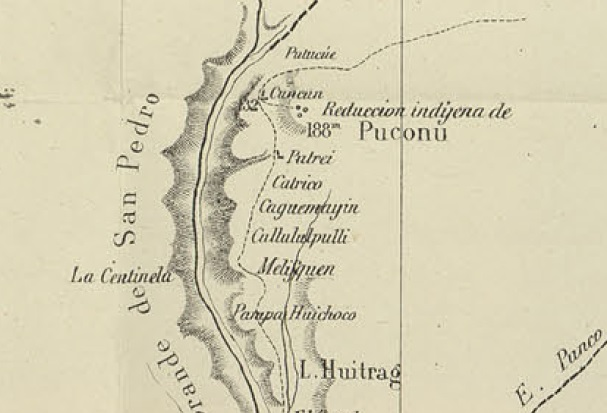
Localidad de Centinela en la ribera oeste del Río San Pedro según el Mapa de la expedición de Francisco Vidal Gormaz en 1869

Centinela es un caserío de la comuna de Los Lagos, ubicada al noreste de su capital comunal.
Los habitantes de Centinela son en su mayoría pequeños agricultores que han recibido apoyos del Municipio y el gobierno para un desarrollo sustentable.

## Historia
Centinela es incorporado en un mapa en el año de 1869 durante la expedición del río Valdivia realizada por Francisco Vidal Gormaz, en ella es la única localidad con nombre en español en el sector, siendo la única localidad en la ribera oeste del Río San Pedro o Río Jeoncheco. Para el tramo del río comprendido entre Ciruelo y la reducción indígena de Pucono indica que no es navegable por lo que los viajeros remontaban el río por la ribera oriental.
Luis Risopatron incorpora en su obra Diccionario Geográfico de Chile de 1924 al Fundo Centinela ubicado en la margen oeste del Río San Pedro y al norte del Fundo Cullicahuín.

## Hidrología
Centinela se encuentra en la ribera oeste del San Pedro muy próximo al estero Colli.

## Accesibilidad y transporte
Centinela se encuentra a 18,3 km de la ciudad de Los Lagos a través de la Ruta T-39.